# Förtidsröstning
Förtidsröstning eller förhandsröstning är röstning före de officiella valdagarna för personer som inte har möjlighet att rösta under själva valdagen eller valdagarna i den egna vallokalen, såsom sjömän eller medborgare som vistas på annan ort eller utomlands. I vissa länder, såsom nuförtiden i Finland, erbjuds förhandsröstning som ett jämställt alternativ också till dem som kunde rösta på valdagen. Röstningen kan ske i skilda lokaler eller per post som brevröstning.
Sedan villkorslös förtidsröstning (utan att man behöver ange något speciellt skäl) har införts i fler och fler val och länder under senare år, har röster höjts mot företeelsen som skadlig för demokratin.

## Förtidsröstning i Sverige

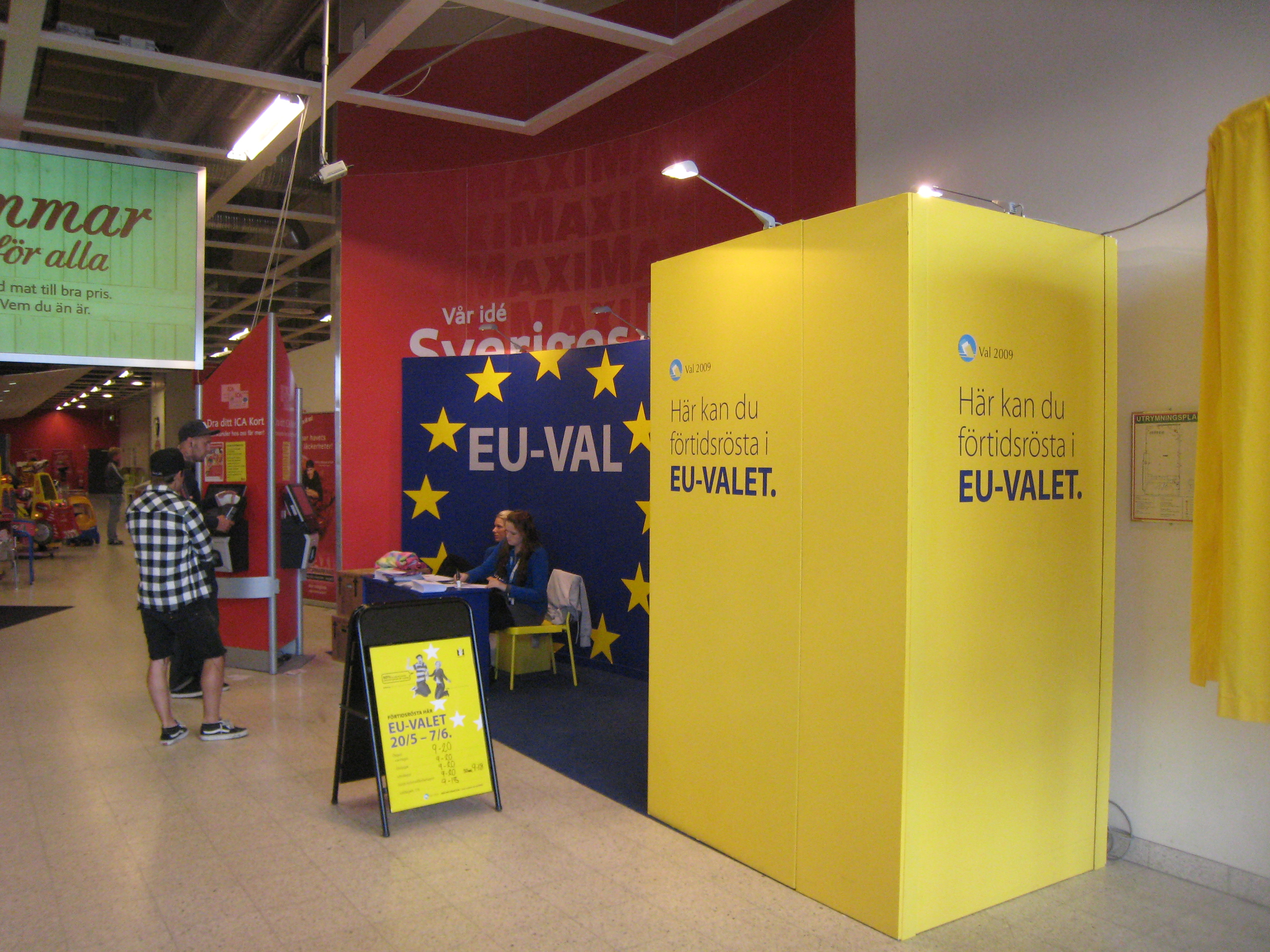
Förtidsröstningslokal i Malmö för Europaparlamentsvalet i Sverige 2009

Förtidsröstning i Sverige blev möjlig år 1942. Det ordnades på utvalda postkontor och kallades före valet 2006 för poströstning.
De som inte kan eller vill rösta i sin vallokal på valdagen kan rösta i förtid i utvalda lokaler. Sedan 2006 är det kommunerna som ansvarar för förtidsröstningen, och man kan rösta på utvalda bibliotek, stadshus eller skolor över hela Sverige. Förtidsröstning sker även i utlandet, t.ex. på svenska ambassader och konsulat. Det finns även möjlighet att brevrösta från utlandet, vilket innebär att man skickar sin röst med vanlig post till Valmyndigheten. Brevröstning ske på ett särskilt sätt och material för brevröstning från utlandet finns att hämta på de flesta svenska ambassader och konsulat.  
I dessa lokaler finns valkuvert och valsedlar samt skärmar där det finns pennor för de som önskar att personrösta. Man måste ta med sig både legitimation (till exempel ett ID-kort, körkort eller ett pass) och röstkort för att få förtidsrösta och man lämnar dessa tillsammans med valsedlarna i valkuverten till en röstmottagare som lägger valkuverten och röstkortet i ett fönsterkuvert som sänds till ens vallokal.
När vallokalen stängt så prickas förtidsrösterna av mot röstlängden. Om väljaren röstat i lokalen så kasseras förtidsrösten. Om väljaren inte röstat i lokalen separeras röstkortet från valkuverten innan de läggs i valurnan.
I valet 2006 kunde man förtidsrösta mellan 30 augusti och 17 september och till Europaparlamentsvalet i Sverige 2009 startade förtidsröstningen den 20 maj. I valet 2010 pågick förtidsröstningen mellan 1 och 19 september, alltså även på själva valdagen.

## Förhandsröstning i Finland

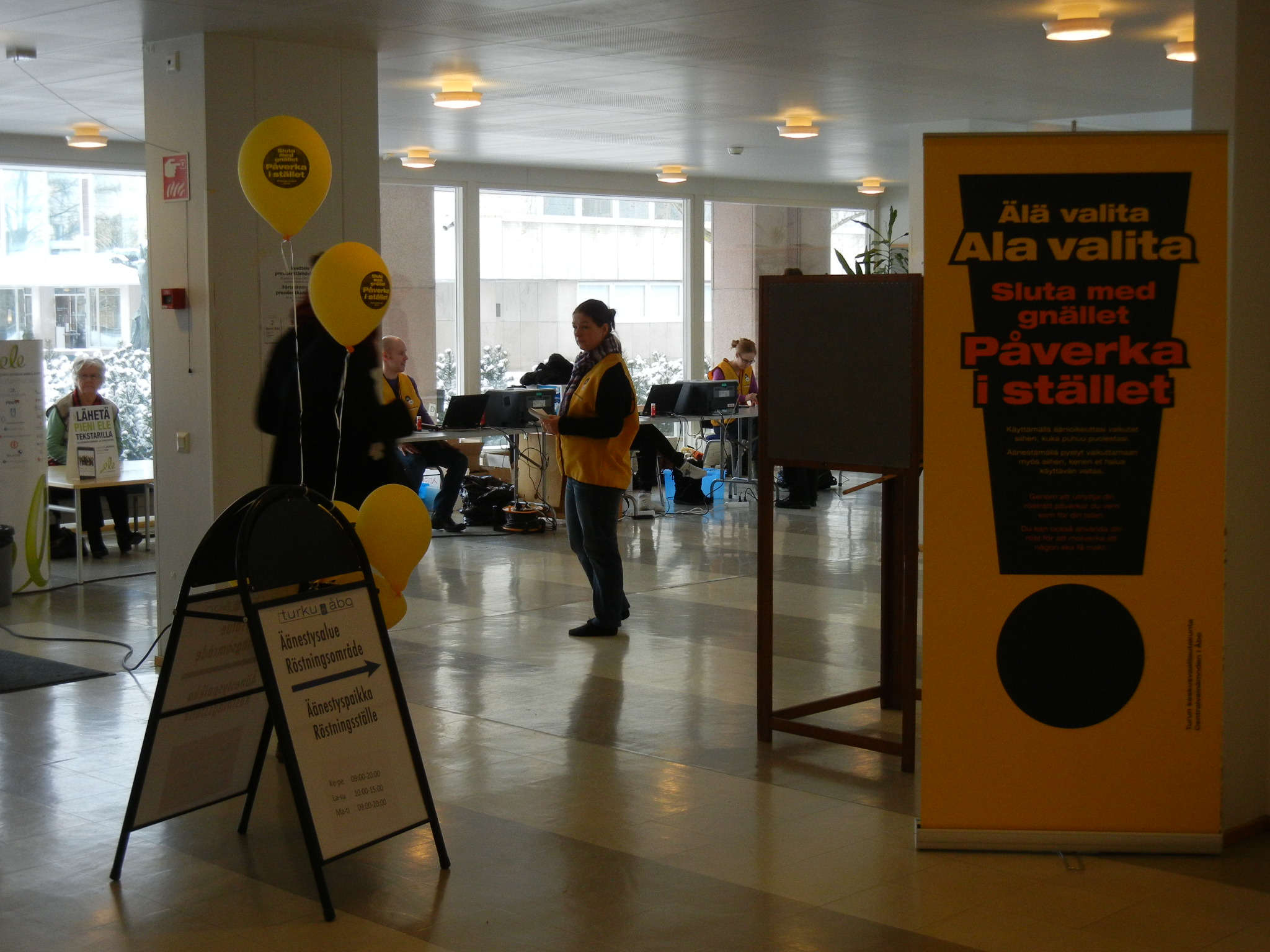
Förhandsröstning för presidentvalet 2012 i Åbo universitets lokaler.

Allmän förhandsröstning i Finland började år 1970. Under de första årtiondena ordnades förhandsröstningen alltid vid posterna. Sedan 1990-talet är det kommunerna som ordnar de allmänna förhandsröstningsställena (på Åland gäller vissa särskilda regler). Därtill kan man förhandsrösta på finska beskickningar, på vissa vård- och straffanstalter (till exempel bäddavdelningar, ålderdomshem och fängelser), finska fartyg i utlandet och under vissa förutsättningar hemma.
För förhandsröstningsstället gäller krav på störningsfrihet och valhemlighet motsvarande bestämmelserna för den egentliga vallokalen. Valsedeln placeras i ett valkuvert, som i sin tur placeras i ett kuvert tillsammans med ett följebrev med uppgifter om den röstande. Före rösträkningen sorteras kuverten enligt röstningsområde för det egentliga valet och förpackas därefter utan följebrev.
Om de avgivna förhandsrösterna i ett visst röstningsområde är färre än 50 eller man räknar med att färre än 50 röster avges i röstningsområdet på valdagen, skall förhandsröster och röster avgivna på valdagen räknas tillsammans av centralvalnämnden.
Personer som inte har hemkommun i Finland eller bor eller vistas utomlands under hela förhandsröstningsperioden och också på själva valdagen har rätt att brevrösta från utlandet. Den röstberättigade skall då själv beställa det erforderliga materialet, inklusive valsedel, valkuvert, följebrev och ytterkuvert. Röstningen skall ske i närvaro av två vittnen, med bevarande av valhemligheten.